# Williams FW41
De Williams FW41 is een Formule 1-auto die gebruikt wordt door het Williams F1 Team in het seizoen 2018.

## Onthulling
Op 15 februari 2018 onthulde Williams de nieuwe auto in Londen. De auto wordt bestuurd door de Canadees Lance Stroll, die zijn tweede seizoen met het team ingaat, en de Rus Sergej Sirotkin die zijn eerste seizoen bij het team rijdt. De Pool Robert Kubica rijdt in het seizoen 2018 als test- en reservecoureur voor het team.

## Resultaten
| Kleur  | Resultaat                              |
| ------ | -------------------------------------- |
| Goud   | Winnaar                                |
| Zilver | Tweede plaats                          |
| Brons  | Derde plaats                           |
| Groen  | Gefinisht (punten behaald)             |
| Blauw  | Gefinisht (geen punten behaald)        |
| Blauw  | Niet geklasseerd (NC)                  |
| Paars  | Uitgevallen (DNF)                      |
| Rood   | Niet gekwalificeerd (DNQ)              |
| Zwart  | Gediskwalificeerd (DSQ)                |
| Wit    | Niet gestart (DNS)                     |
| Blanco | Gewond (INJ)                           |
| Blanco | Uitgesloten (EX)                       |
| Blanco | Teruggetrokken (WD) / Niet deelgenomen |
| P      | Poleposition                           |
| S      | Snelste ronde                          |

| Jaar | Chassis       | Motor    | Banden | Coureurs        | 1   | 2   | 3   | 4   | 5   | 6   | 7   | 8   | 9   | 10  | 11  | 12  | 13  | 14  | 15  | 16  | 17  | 18  | 19  | 20  | 21  | Punten | WK-plaats |
| ---- | ------------- | -------- | ------ | --------------- | --- | --- | --- | --- | --- | --- | --- | --- | --- | --- | --- | --- | --- | --- | --- | --- | --- | --- | --- | --- | --- | ------ | --------- |
| 2018 | Williams FW41 | Mercedes | P      |                 | AUS | BHR | CHN | AZE | SPA | MON | CAN | FRA | OOS | GBR | DUI | HON | BEL | ITA | SIN | RUS | JPN | VST | MEX | BRA | ABU | 7      | 10        |
| 2018 | Williams FW41 | Mercedes | P      | Lance Stroll    | 14  | 14  | 14  | 8   | 11  | 17  | DNF | 17  | 14  | 12  | DNF | 17  | 13  | 9   | 14  | 15  | 17  | 14  | 12  | 18  | 13  | 7      | 10        |
| 2018 | Williams FW41 | Mercedes | P      | Sergej Sirotkin | DNF | 15  | 15  | DNF | 14  | 16  | 17  | 15  | 13  | 14  | DNF | 16  | 12  | 10  | 19  | 18  | 16  | 13  | 13  | 16  | 15  | 7      | 10        |
| Jaar | Chassis       | Motor    | Banden | Coureurs        | 1   | 2   | 3   | 4   | 5   | 6   | 7   | 8   | 9   | 10  | 11  | 12  | 13  | 14  | 15  | 16  | 17  | 18  | 19  | 20  | 21  | Punten | WK-plaats |

Ferrari SF71H ·
Force India VJM11 ·
Haas VF-18 ·
McLaren MCL33 ·
Mercedes F1 W09 EQ Power+ ·
Red Bull Racing RB14 ·
Renault R.S.18 ·
Sauber C37 ·
Toro Rosso STR13 ·
Williams FW41